# Asociación Americana de Ciencia Política

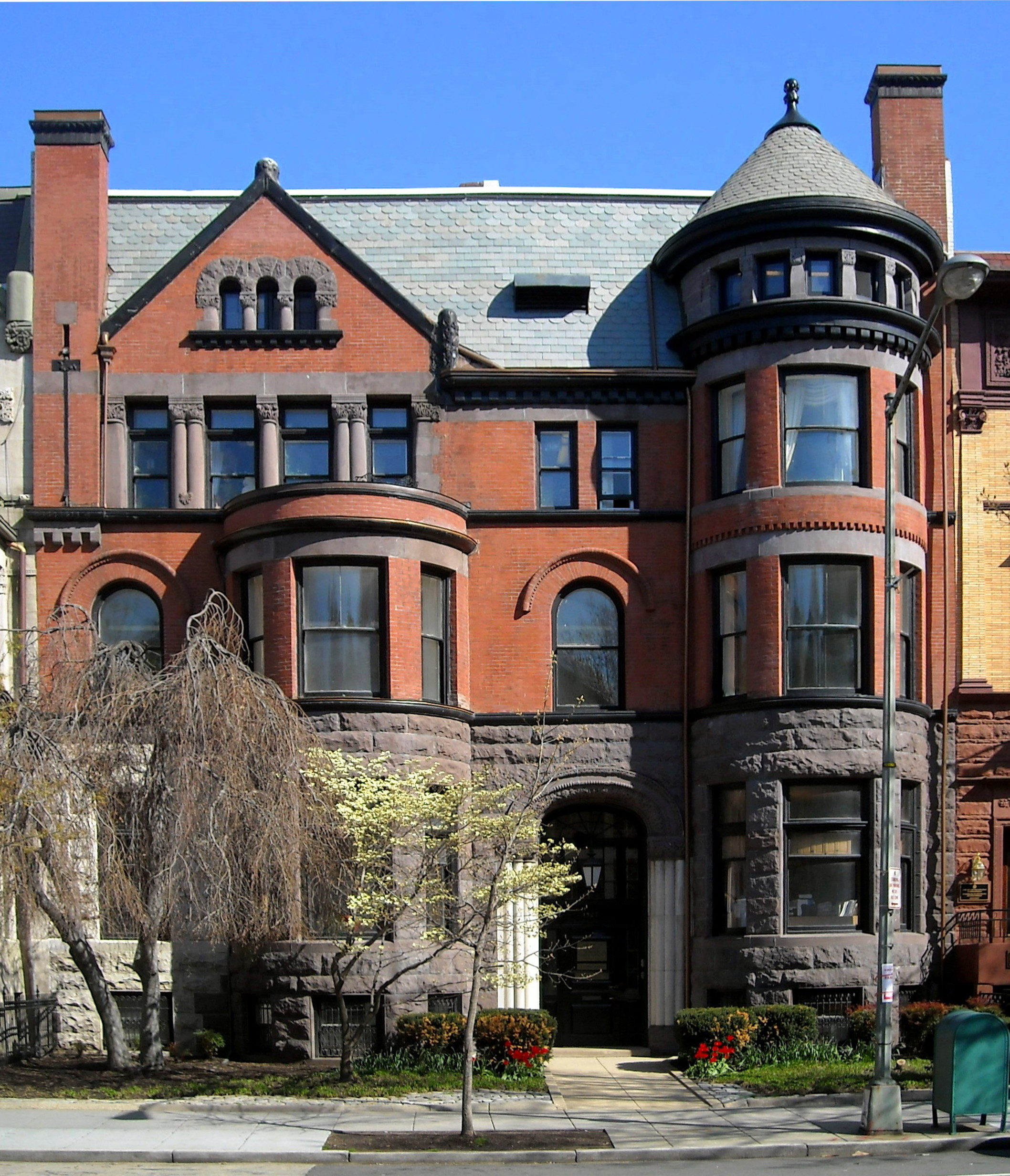
Sede de la Asociación Americana de Ciencia Política

La Asociación Americana de Ciencia Política (American Political Science Association o APSA, en inglés) es la mayor asociación académica sobre ciencia política de Estados Unidos.  Está considerada como una de las organizaciones más influyentes de la ciencia política del mundo. Fue fundada en 1903.
Su sede, situada en la Avenida Nuevo Hampshire, en Washington D. C., es un edificio histórico. Fue el hogar de Harry Garfield, hijo del presidente de Estados Unidos James A. Garfield, y presidente de APSA entre 1921 y 1922.
La asociación está organizada en 36 secciones que corresponden a cada línea de investigación de la Ciencia Política (políticas públicas, economía política, etc). 

## Eventos y premios
Durante el Labor Day, organiza una conferencia anual a la que asisten más de un millar de politólogos de diferentes países, siendo uno de los mayores encuentros de politólogos del mundo. Además, patrocina periódicamente seminarios y otros eventos para politólogos, políticos, medios de comunicación y para el público en general.
La APSA entrega anualmente numerosos premios de diversas categorías.

## Publicaciones
La APSA publica tres revistas académicas (American Political Science Review, Perspectives on Politics, y PS: Political Science & Politics). Adicionalmente, colabora en la publicación de otras 15 revistas sobre diversos temas.

## Otras asociaciones similares
El equivalente francés a la APSA es la Fondation nationale des sciences politiques. A nivel internacional, se puede comparar con la International Political Science Association (IPSA).